# Марко Жмайло
Марко́ Жма́йло-Кульчицький (рр. н. і см. невід.) — гетьман реєстрового козацтва (1625), керівник селянсько-козацького повстання 1625 року.
За одним із джерел рід Жмайло походить з с. Кульчиці (тепер село в Самбірському районі, Львівської області). Також є свідчення, що міг бути окрещеним татарином, який при народженні звався Ісмаїл. Відомо, що до обрання гетьманом Жмайло брав участь у Хотинській битві (1621).
В листопаді 1625 року, скинутий з гетьманства поміркованою частиною козацької старшини, яка через складні обставини, у протистоянні з 35-тисячним військом Речі Посполитої неподалік Куруківського озера (сучасне передмістя Кременчука) була змушена піти на перемир'я з коронним гетьманом Станіславом Конецпольським.
Гетьманом обрали Михайла Дорошенка, який уклав з командуванням Речі Посполитої Куруківський договір 1625.
Подальша доля Жмайла невідома. Імовірно його було страчено.

## Вшанування пам'яті
У місті Світловодськ існує вулиця Гетьмана Марка Жмайла.
У місті Кременчук перейменували тупик Бригадний на тупик Марка Жмайла.
У місті Первомайськ провулок Василя Стасова перейменували на провулок Гетьмана Марка Жмайла.